# Mahabaleshwar
Mahabaleshwar (marathi महाबळेश्वर) és una ciutat i consell municipal al districte de Satara a Maharashtra, estació de muntanya dels Ghats Occidentals en una zona de verd permanent; va servir de capital d'estiu de la presidència de Bombai. Està situada a 17° 55′ N, 73° 40′ E / 17.92°N,73.67°E i formant el municipi tres nuclis destacats: Malcolm Peth (o Malcompeth), Old "Kshetra" Mahabaleshwar i Shindola (inicialment foren un poble, l'estació i 63 llogarets). A Mahabaleshwar neix el riu Kistna a un antic temple de Mahadev. segons el cens del 2001 la ciutat tenia 12.736 habitants; la població el 1901 eren 5.299 habitants permanents (però variava segons l'estació). Les muntanyes de Mahabaleshwar tenen una altura d'uns 1.400 metres.

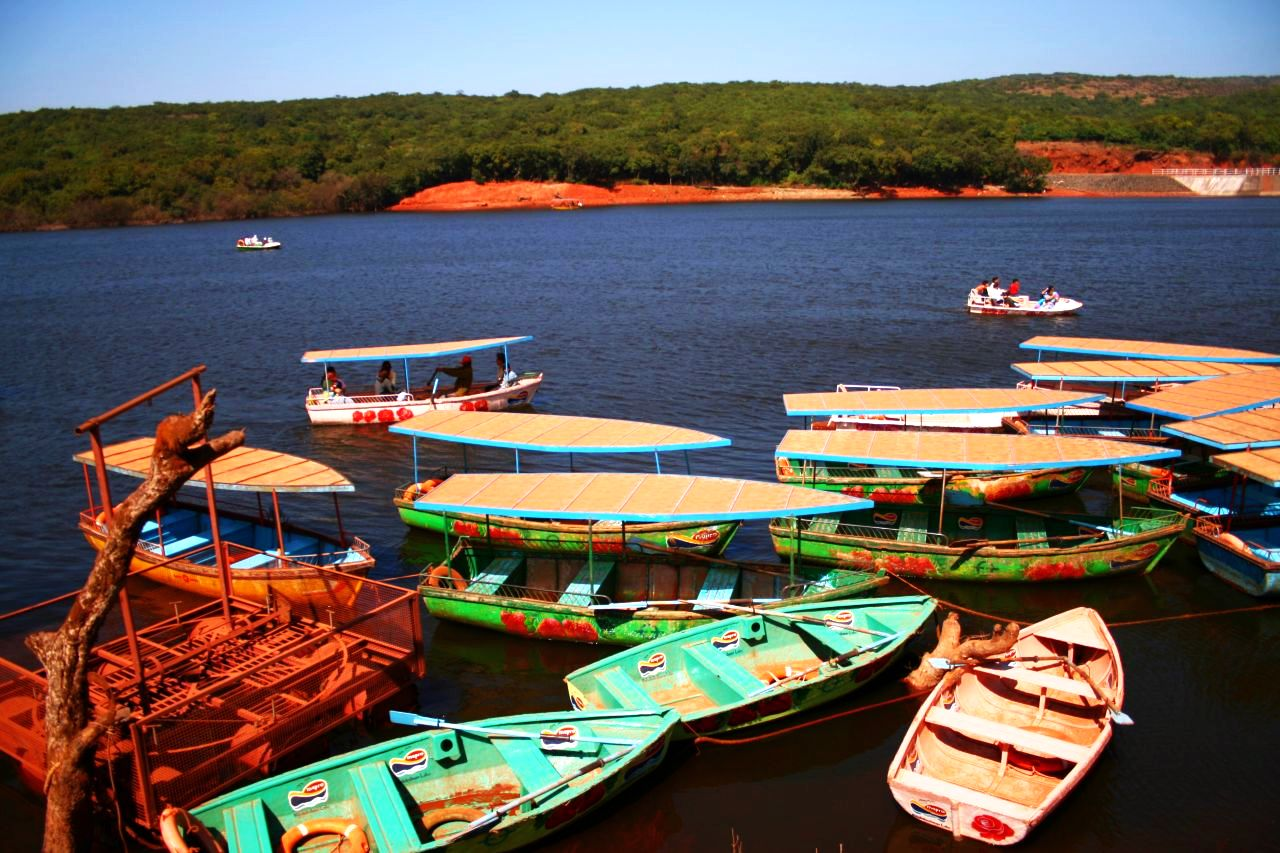
Bots al llac Venna a Mahabaleshwar.

Actualment és un indret turístic i lloc de pelegrinatge (pel temple de Mahabaleshwar). El llac de Venna és un lloc especialment apreciat. També a la proximitat, a Panchgani, a uns 20 km, hi van molts turistes. Els punts principals encara porten els noms del personatges britànics relacionars: Arthur's Seat (1.371 metres), Elfihinstone (1.297), Sidney o Lodwick (1.261), Bombay, Carnac, Falkland, Sassoon i Babington (1.316) mirant cap al Konkan, i Kate's Point mirant al Dècan. Llocs propers són Pratapgarh, Makarandgarh, Kamalgarh, Robbers' Caves, i les fonts del Kistna, amb el temple of Mahabaleshwar (a 1.359 metres) en una petita vila al nord del mercat

## Història

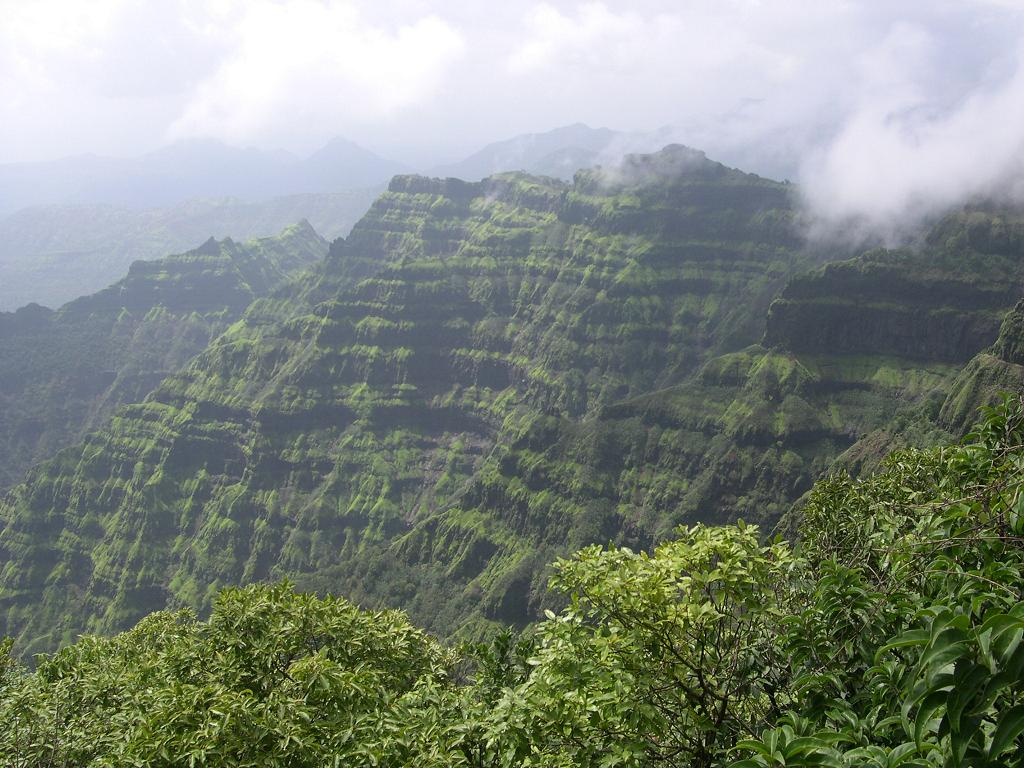
Muntanyes Mahabaleshwar a Maharashtra

El 1215 és esmentada la població per primer cop quan hi va estar el rei Singhana de [Deogiri] i va construir un petit temple i un tanc d'aigua a la font del riu Kitsna. El 1350 va caure en mans dels bahmànides. Al segle xvi la família maratha dels Moria o Maurya representada per Chandarao Maurya, va derrotar els musulmans i van governar Jaoli i Mahabaleshwar, reconstruint l'antic temple. Sivaji se'n va apoderar a la segona meitat del segle següent i va construir la fortalesa de Pratapgad (1656). Els marathes foren derrotats pels britànics a la batalla d'Ashti el 1818 i Satara va passar a protectorat de la Companyia Britànica de les Índies Orientals. El 1819 els britànics van incloure el territori de les muntanyes Mahabaleshwar en el del raja maratha de Satara. El coronel Lodwick (després general Sir Peter Lodwick) es va estacionar a Satara l'abril de 1824 amb un contingent de soldats i amb l'ajut de guies indis va escalar les muntanyes fins al que avui és el Lodwick Point. Diversos personatges notables van visitar la zona en els següents anys. L'estació de muntanya es va crear el 1828 per Sir John Malcom, governador de Bombai, inicialment sota el nom de Malcompeth, però aviat coneguda com a Mahabaleshwar del nom del poble a uns 3 km. Raj Bhavan fou la residència d'estiu dels governadors de Bombai. El territori fou cedit pel raja de Satara a canvi d'un territori similar en un altre lloc; l'altura superior de Mahaleshwar (uns 1400 metres) la feia més fresca que la seva rival, l'estació de Matheran al districte de Kolaba de 762 metres. La municipalitat es va establir el 1867.